# Rudolph Woldemar von Bodenhausen
Rudolph Woldemar von Bodenhausen (* 10. Mai 1826 in Pöhl; † 23. September 1900 ebenda) war ein königlich-sächsischer Rittmeister, Rittergutsbesitzer und Landtagsabgeordneter.

## Leben und Wirken
Bodenhausen stammte aus einem alten, ursprünglich niedersächsischen Adelsgeschlecht. Sein Vater war Hans Burghard von Bodenhausen (1795–1845), Herr auf Brandis und Pöhl. Seine Mutter war eine Bürgerliche.
Rudolph Woldemar von Bodenhausen schlug zunächst eine militärische Karriere ein und wurde am 27. Dezember 1846 zum Leutnant beim 3. Reiter-Regiment befördert. Am 13. Februar 1856 wurde er als Rittmeister beim 2. Reiter-Regiment zur Disposition gestellt.
Nach dem Tod des Vaters übernahm er dessen Rittergut Pöhl, ferner war er Herr auf Helmsgrün. Rudolph Woldemar von Bodenhausen war bis 1900 neben Gustav von Metzsch als auf Lebenszeit gewählter Abgeordneter der Rittergutsbesitzer verantwortlich für den Vogtländischen Kreis in der I. Kammer des Sächsischen Landtages. Er führte Tagebuch, das heute Teil des Archivs der Grundherrschaft Pöhl ist und als serielle Quelle für soziale Kontakte innerhalb der mitteldeutschen Adelslandschaft genutzt werden kann.

## Familie
Am 22. August 1857 heiratete er Charlotte von Trützschler aus dem Hause Dorfstedt. Aus der Ehe gingen zwei Töchter und der 1865 geborene Gustav von Bodenhausen hervor.